# Random Shit
Random Shit is een Nederlandse komedieserie van Videoland met Henry van Loon in de hoofdrol. De eerste aflevering was te zien op 18 april 2019. De makers probeerden met deze serie de grenzen op te zoeken en kregen hierin de vrije hand van Videoland. De regie is door zes verschillende regisseurs gedaan.

## Verhaal
De serie draait om de programmasuggesties die Van Loon doet bij de directeur van Videoland, een rol gespeeld door Ruben van der Meer. De door van Loon aangedragen ideeën zijn dermate controversieel dat de directeur zich telkens afvraagt of ze niet te ver gaan. In de sketches worden de ideeën vervolgens getoond. Dit thema van wanneer een grens bereikt is, komt herhaaldelijk terug.

## Trivia
- Henry van Loon bracht als zijn personage Dave beter bekend als DoeMaarDave het nummer Fuifje uit, deze stond enkele weken op nummer 1 in de Viral Top 50 van Spotify.[5] Tevens behaalde het nummer de 69e plek in de Nederlandse Single Top 100.[6]